# Pasaporte ecuatoriano
El pasaporte ecuatoriano es un documento que se expide a los ciudadanos de este país que les permite viajar fuera del territorio ecuatoriano. Para viajar a países miembros tanto de la Comunidad Andina y el Mercosur, y varias naciones de Centroamérica.
Los ciudadanos ecuatorianos no están requeridos de poseer visa y pueden viajar solamente con su cédula de ciudadanía. También se les otorga en cualquier aeropuerto andino un documento denominado Tarjeta Andina con la que pueden viajar libremente por el territorio de la Comunidad Andina.
Desde octubre de 2020 en la ciudad de Quito se empezó a implementar un nuevo pasaporte biometrico.
El pasaporte ecuatoriano es uno de los menos poderosos de América Latina, debido a que en 2009 el expresidente Rafael Correa decidió no firmar varios tratados de libre comercio con Europa, lo que excluyó a Ecuador de la exención de visa Schengen a la que accedieron gran parte de los países vecinos. Además, la actual crisis migratoria hacia Estados Unidos hizo que México y Guatemala retiren sus exenciones de visa para ciudadanos ecuatorianos. Esto sumado a la actual crisis de seguridad que vive el país, hace poco probable que la situación mejore pronto.

## Condiciones para obtener un pasaporte
El pasaporte es otorgado por la Dirección General de Registro Civil, Identificación y Cedulación, y por el Ministerio de Relaciones Exteriores (en caso de pasaportes especiales) y en el extranjero por cualquier Consulado de Ecuador. No se le niega a ningún ciudadano, si cumple el procedimiento:
- Obtención de turno en la página de la Dirección General de Registro Civil, Identificación y Cedulación.
- Presentación de la Cédula de Ciudadanía.
- Presentación del comprobante de pago.
- Para renovar el documento se debe presentar el pasaporte anterior.

El documento tiene un valor de USD 90,00 (este valor puede ser cancelado tanto en efectivo como en tarjeta de crédito), tanto para la primera emisión como para la renovación. Puede consultar una guía paso a paso para sacar el pasaporte aquí.
- Para las personas de la tercera edad el documento tiene el 50% de exoneración, en cumplimiento de la disposición legal.
- Para las personas con una discapacidad mayor del 30% no tiene costo, previa presentación del carnet respectivo emitido por la entidad competente.

## Diseño y contenido del pasaporte

### Página de información de identidad
Los pasaportes ecuatorianos incluyen los siguientes datos en la página de información de identidad:
- Foto del titular del pasaporte (anchura: 50 mm, altura: 50 mm; altura de la cabeza hasta la parte superior del cabello: 68 %; distancia desde el fondo hasta la línea del ojo: 56 %)
- Tipo [de documento, «P» por «personal»]
- Código [del país, «ECU» por Ecuador]
- Número de serie del pasaporte
- Apellidos
- Nombres
- Nacionalidad (Ecuatoriana)
- Fecha de nacimiento (dd/ mm /aaaa)
- Sexo (M para hombres o F para mujeres)
- Lugar de nacimiento (ciudad / país)
- Fecha de expedición (dd/ mm/ aaaa)
- Firma del titular del pasaporte
- Fecha de caducidad (dd/ mm/ aaaa)
- Autoridad

Pasaporte redactado en español, inglés y francés

## Países con requerimiento de visado a ciudadanos ecuatorianos

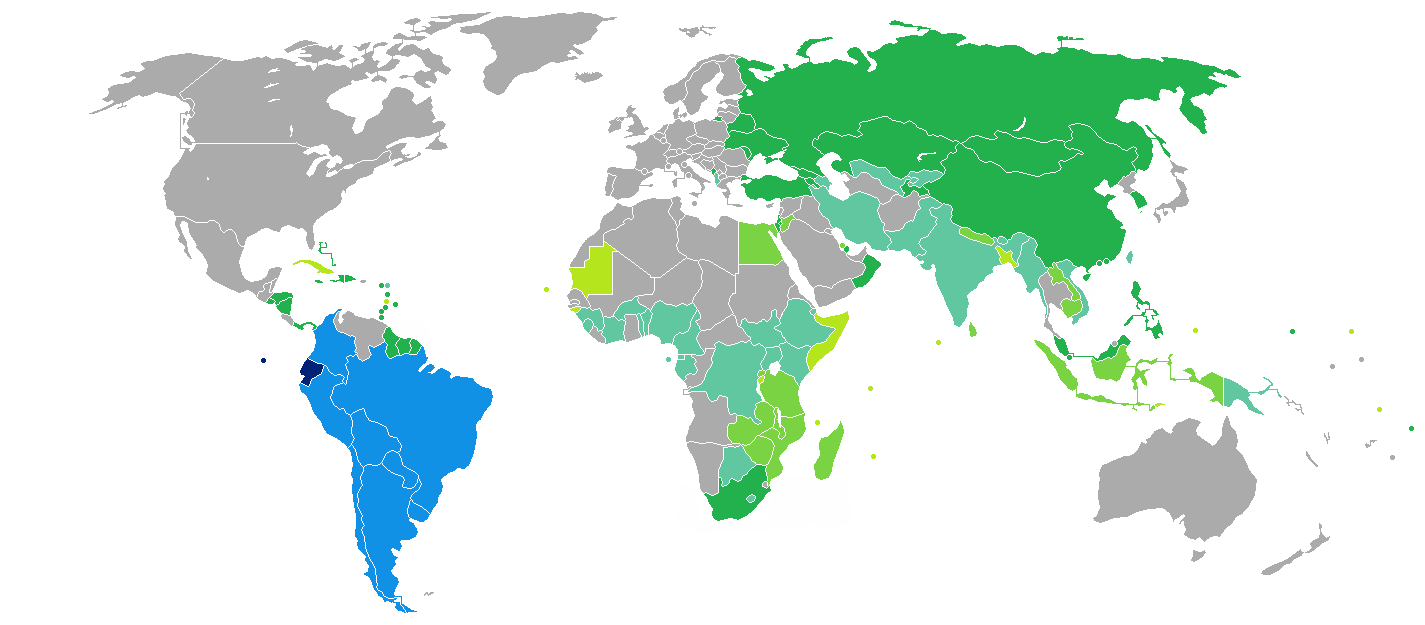
Ecuador
Viaje con Cédula de Ciudadanía
Países que no exigen visa a los ecuatorianos.
Países con visa a su llegada
e-Visado
Visa disponible a su llegada o en línea
Visado requerido antes de la llegada

### América
| - Anguila - Barbados - Bermudas - Canadá - Costa Rica - Cuba - Estados Unidos - Granada - Guadalupe | - Guatemala - Guayana Francesa - Islas Vírgenes de los Estados Unidos - Martinica - México - Montserrat- Visa electrónica - Puerto Rico - San Martín - San Pedro y Miquelón |

### África
| - Angola - Argelia - Benín - Visa electrónica - Botsuana - Burkina Faso - Burundi - Camerún - Chad - Costa de Marfil | - Eritrea - Etiopía - Visa electrónica - Gabón - Visa electrónica - Ghana- Visa electrónica - Guinea - Guinea Ecuatorial - Lesoto - Visa electrónica - Liberia - Libia | - Mali - Marruecos - Mayotte - Namibia - Níger - Nigeria - Reunión - República Centroafricana - República del Congo | - República Democrática del Congo - Santa Elena, Ascensión y Tristán de Acuña - Visa electrónica - Santo Tomé y Príncipe - Visa electrónica - Sierra Leona - Suazilandia - Sudán - Sudán del Sur - Túnez - Yibuti |  |

### Asia
| - Afganistán - Arabia Saudita - Armenia - Azerbaiyán - Visa electrónica - Baréin - Visa electrónica - Birmania - Visa electrónica - Brunéi - Bután - Corea del Norte | - EAU - India - Visa electrónica - Irak - Irán - Visa electrónica - Japón - Kazajistán - Kirguistán - Kuwait - Líbano | - Pakistán - Visa electrónica - República de China - Siria - Tailandia - Tayikistán - Turkmenistán - Uzbekistán - Visa electrónica - Yemen |

### Europa
| - Albania - Alemania - Andorra - Austria - Bélgica - Bosnia y Herzegovina - Bulgaria - Chipre - Ciudad del Vaticano - Croacia - Dinamarca | - Eslovaquia - Eslovenia - España - Estonia - Finlandia - Francia - Gibraltar - Grecia - Hungría - Irlanda - Islandia | - Italia - Kosovo - Letonia - Liechtenstein - Lituania - Luxemburgo - Macedonia del Norte - Malta - Mónaco - Noruega - Países Bajos | - Polonia - Portugal - Reino Unido - República Checa - Rumania - San Marino - Serbia - Suecia - Suiza - Ucrania |

### Oceanía
| - Australia - Visa electrónica - Fiyi - Guam - Isla Norfolk - Visa electrónica - Islas Marianas del Norte - Islas Marshall - Islas Salomón - Kiribati | - Nauru - Visa electrónica - Nueva Caledonia - Nueva Zelanda - Polinesia Francesa - Samoa Americana - Tonga - Vanuatu - Wallis y Futuna |  |

## Países que no solicitan visa a ecuatorianos
Los titulares de un pasaporte emitido por Ecuador, pueden viajar a 91 países sin necesidad de visado previo, esto en base al "Reporte de Restricción de Visados Henley 2019", colocándose en la posición 58 de dicha lista sobre la base de libertad de viaje de este documento.

### América
| - Antigua y Barbuda - Argentina - Aruba - Bahamas - Belice - Bolivia - Brasil - Caribe Neerlandés - Chile | - Colombia - Curazao - Dominica - El Salvador - Guyana - Haití - Honduras - Islas Caimán | - Islas Turcas y Caicos - Islas Vírgenes Británicas - Jamaica - Nicaragua - Panamá - Paraguay - Perú - República Dominicana | - San Cristóbal y Nieves - San Martín - Santa Lucía - Visa a la llegada - Surinam - Visa a la llegada - Trinidad y Tobago - Uruguay - Venezuela |

### África
| - Cabo Verde - Visa a la llegada - Comoras - Visa a la llegada - Egipto - Visa a la llegada - Gambia - Guinea-Bisáu - Visa a la llegada - Kenia - Visa a la llegada - Madagascar - Visa a la llegada - Malaui - Visa a la llegada | - Mauricio - Visa a la llegada - Mauritania - Visa a la llegada - Mozambique - Visa a la llegada - Ruanda - Visa a la llegada - Senegal - Visa a la llegada - Seychelles - Visa a la llegada - Somalia - Visa a la llegada - Sudáfrica | - Tanzania - Visa a la llegada - Togo - Visa a la llegada - Uganda - Visa a la llegada - Yibuti - Visa a la llegada - Zambia - Visa a la llegada - Zimbabue - Visa a la llegada |  |

### Asia
| - Bangladés - Visa a la llegada - Camboya - Visa a la llegada - Catar - China - Corea del Sur - Filipinas - Georgia - Hong Kong | - Indonesia - Israel - Jordania - Visa a la llegada - Laos - Visa a la llegada - Malasia - Macao - Maldivas - Visa a la llegada - Mongolia - Nepal - Visa a la llegada | - Omán - Visa a la llegada - Palestina - Singapur - Sri Lanka - Visa a la llegada - Timor Oriental - Turkmenistán - Turquía - Vietnam - Visa a la llegada |

### Europa
| - Bielorrusia - Moldavia - Montenegro - Rusia |

### Oceanía
| - Fiyi - Islas Cook - Islas Pitcairn - Micronesia - Niue | - Palaos - Visa a la llegada - Papúa Nueva Guinea - Visa a la llegada - Samoa - Tuvalu |